# Arcangelo Guglielmelli
Arcangelo Guglielmelli (* im 17. Jahrhundert; † im 18. Jahrhundert) war ein italienischer Architekt, Maler und Ingenieur, der im 17. und 18. Jahrhundert aktiv war. 

## Leben
Arcangelo Guglielmelli war ein Sohn von Marcello Guglielmelli und Caterina Vera und stammte aus Neapel. Sein genaues Geburtsdatum ist unbekannt, es dürfte etwa in der Mitte des 17. Jahrhunderts gelegen haben. Im März 1677 heiratete er die Tochter des Malers Onofrio de Marino. Aus der Ehe gingen die Söhne Marcello und Gaetano hervor. 1677 versah er die Chiesa del Gesù delle Monache mit einem Kuppelaufbau über dem Altar. Einen ähnlichen Aufbau erhielt später die Chiesa di San Antonio delle Monache in Port’Alba. In den Folgejahren war Guglielmelli in zahlreichen kleineren Kirchen beschäftigt. 1678 arbeitete er etwa unter anderem an der Kirche Santa Maria della Consolazione agli Incurabili und an der Kapelle von San Biogio in Santa Maria della Stella.
Arcangelo Guglielmellis erstes bekannteres Werk ist die Fassadengestaltung der Kirche Santa Maria in Portico in Neapel aus dem Jahr 1682. 1684 gab Guglielmelli den Fresken von Luca Giordano in der Chiesa dei Girolamini in Neapel den architektonischen Rahmen. Nach dem Verwüstungen durch das Erdbeben 1688 erhielt er mehrere wichtige Aufträge, darunter die Wiederherstellung der Kathedrale von Salerno und mehrerer neapolitanischer Kirchen: Die Kirche Santa Restituta etwa, die das Erdbeben 1688 zum Einsturz brachte, war ursprünglich eine frühchristliche Basilika und wurde im 13. Jahrhundert in den Neubau des Doms San Gennaro in Neapel integriert. Guglielmellis barocken Neubau dokumentierte die Fotografin Lala Aufsberg im Jahr 1967.
In den Jahren 1692 bis 1700 wurde die Kirche Santa Maria del Rosario alle Pigne nach seinen Plänen errichtet. Ihr Grundriss entspricht einem verlängerten Griechischen Kreuz. Hier zeigten sich Einflüsse römischer Kirchenbauten, etwa von Carlo Rainaldis Santa Maria in Campitelli, die in den Jahren 1656 bis 1665 gebaut wurde. Von 1695 bis 1717 war Arcangelo Guglielmelli mit dem Weiterbau an der Kirche Santa Maria Egiziaca a Pizzofalcone beschäftigt, in den Jahren 1697 bis 1699 arbeitete er auch für die Benediktiner von Montecassino.
Neben der Kathedrale von Salerno erneuerte Guglielmelli auch die von Amalfi. Ein Aquarell von Gonsalvo Carelli dokumentiert die starken Veränderungen, die Guglielmelli an dieser Kirche vornahm. 
Ein weiteres schweres Erdbeben ereignete sich 1694. Wieder wurde Guglielmelli mit zahlreichen Kirchenrestaurierungen und -veränderungen beauftragt. So stammt etwa das Presbyterium der Kirche Santa Maria Donnalbina aus dieser Zeit, und große Teile von San Giorgio Maggiore wurden nach Plänen von Guglielmelli aufgebaut.
Guglielmelli werden auch die Kirchen San Michele Arcangelo in Anacapri und Santa Maria delle Grazie in Neapel zugeschrieben. Zusammen mit seinem Sohn Marcello arbeitete er zu Beginn des 18. Jahrhunderts an der Restaurierung der alten Kirche Sant’Angelo a Nilo und an der Umgestaltung der Biblioteca dei Girolamini. Marcello Guglielmelli führte einige Arbeiten seines Vaters weiter. Dieser starb wahrscheinlich im Dezember 1722 oder zu Beginn des Jahres 1723.

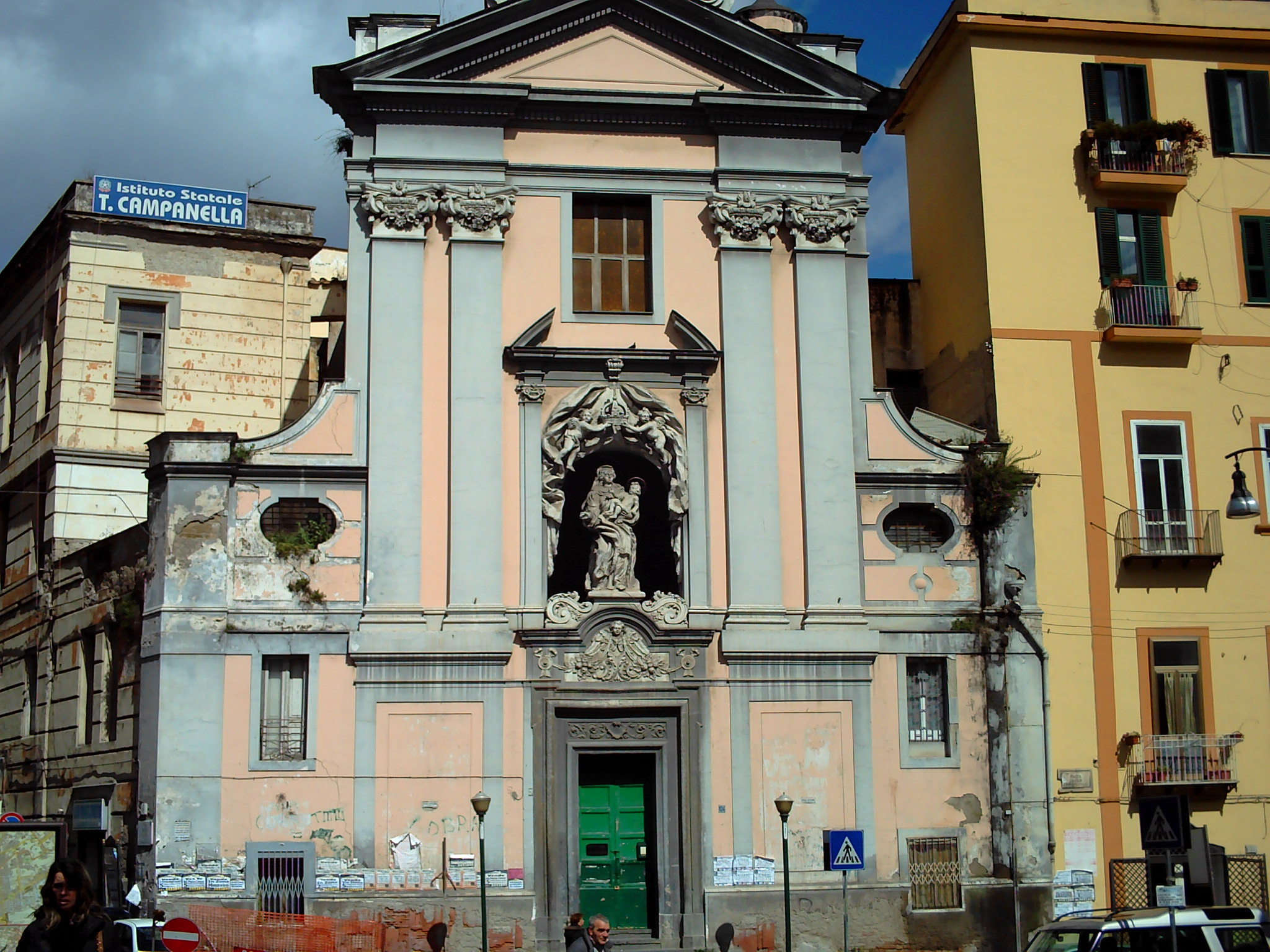
Santa Maria del Rosario alle Pigne
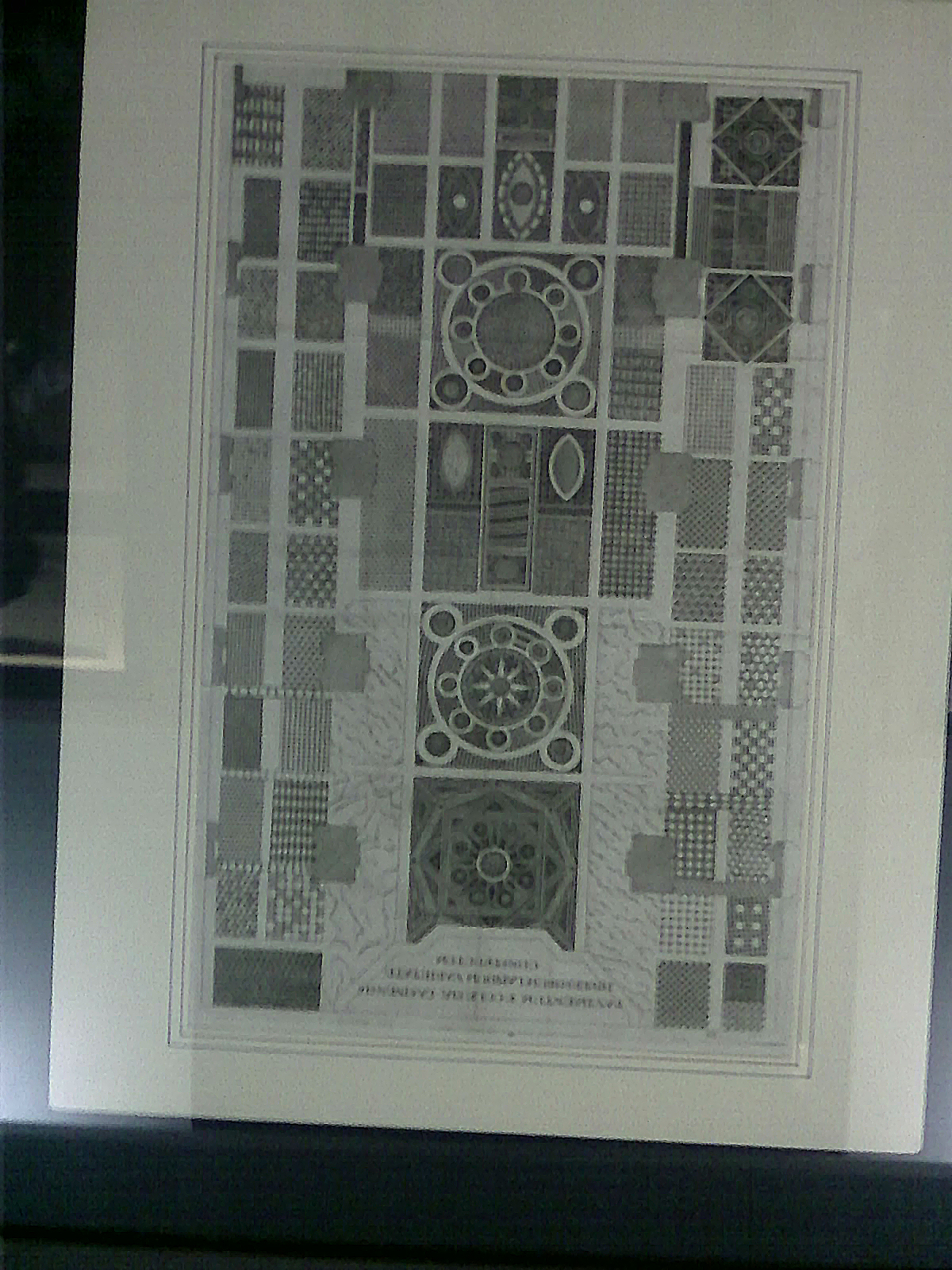
Zeichnung für das Kloster in Montecassino
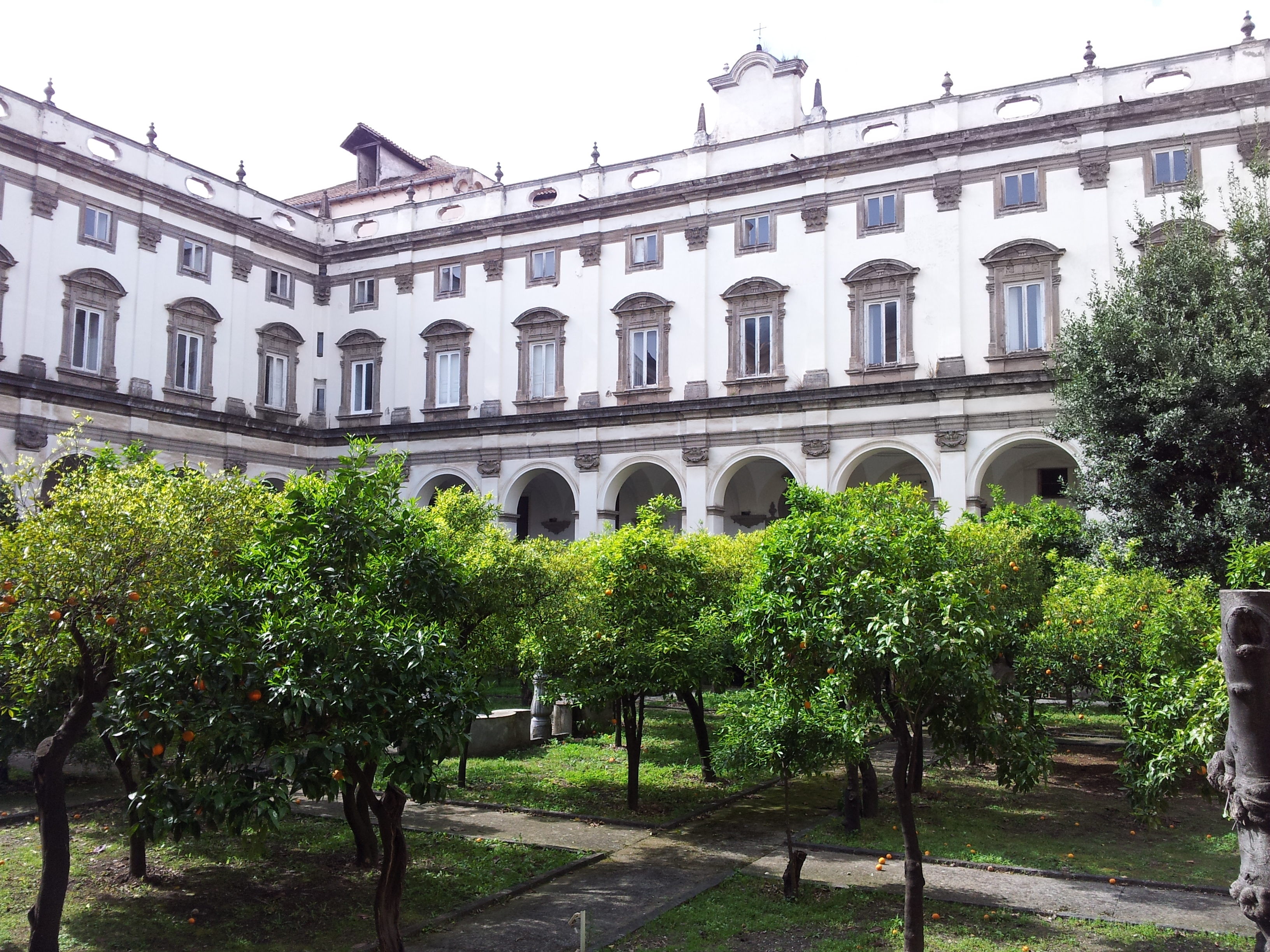
Kreuzgang mit Bibliotheca dei Girolamini